# Eduard Meyer (Philosoph)
Eduard Meyer (* 25. Januar 1888 auf Schloss Varlar; † 21. Mai 1977 in Göttingen) war ein deutscher Philosoph, Psychologe und Hochschullehrer.

## Leben
Meyer war seit 1928 an der Handelshochschule Mannheim, einem Vorläufer der Universität Mannheim, für Philosophie und Psychologie habilitiert. Er lehrte dort am Institut für Psychologie und Pädagogik. Im Zuge der Auflösung der Handelshochschule im Jahre 1933 wurde Meyer als Privatdozent für Philosophie und Psychologie an die Philosophische Fakultät der Universität Heidelberg übernommen. Dort lehrte er Psychologie und hielt u. a. eine Vorlesung über Heerespsychologie. Meyer wirkte an „Untersuchungen über Schwachsinn (Mitentscheid bei der Frage nach Sterilisation)“ mit. 1937 habilitierte sich Eduard Meyer nach Göttingen um. Er trat der SA und zum 1. Mai 1937 der NSDAP bei (Mitgliedsnummer 4.615.560).
1951 wurde Meyer an der Universität Göttingen zum außerplanmäßigen Professor ernannt.

## Schriften
- 1953: Schwierigkeiten und Möglichkeiten des Verstehens, in: Unsere Jugend, Heft 2, S. 50 ff.
- 1962: Doppelleistung des Verstehens als Methode des Erkennens und als Vermittler sozialen Kontaktes. In: Psychologische Beiträge. Vierteljahresschrift für alle Gebiete der Psychologie. Organ der Deutschen Gesellschaft für Psychologie 7 (4), S. 603–623.
- 1970: Vom bekannten und unbekannten Kant. Die Realkomponente seines Denkens. Einführung in die erkenntnistheoretischen Grundlagen von Kants Kritik an der reinen Vernunft. Göttingen 1970.